# Niko Milićević
Niko Milićević (Mostar, 9. srpnja 1897. – Sarajevo, 9. listopada 1980.) bio je bosanskohercegovački književni kritičar, esejist i prevoditelj hrvatskog porijetla. 

## Životopis
Osnovnu školu i sedam razreda gimnazije završio u Mostaru. Godine 1914. isključen iz mostarske gimnazije kao pripadnik bosanske nacionalističke omladine Mlada Bosna. Školovanje je nastavio u gimnazijama u Slavonskom Brodu, Sušaku i Pazinu. Osmi razred gimnazije položio u Mostaru, a potom je studirao povijest umjetnosti i slavistiku u Beču, Pragu, Berlinu i Zagrebu. Kao profesor radio je u raznim mjestima, bio upravitelj Narodnog pozorišta u Sarajevu i načelnik u ministarstvu prosvjete, a od 1950. do umirovljenja 1956. slobodni umjetnik.

## Djela
- Prijevodi iz francuske, ruske, engleske, njemačke, talijanske književnosti; eseji i kritike - u časopisima.

## Vanjske poveznice
- N. Milićević s G. Krklecom